# Drum (canción)
«Drum» es una canción interpretada por la cantante y compositora danesa MØ. Esta la compuso con ayuda de Charli XCX, Noonie Bao y BloodPop, y este último la produjo. Sony Music publicó «Drum» el 7 de octubre de 2016 como el tercer sencillo del próximo segundo álbum de la intérprete.

## Posicionamiento en listas

### Semanales
| País (Lista 2016)                | Mejor posición |
| -------------------------------- | -------------- |
| Dinamarca (Tracklisten)          | 21             |
| Escocia (Scottish Singles Chart) | 75             |
| Nueva Zelanda (Heatseekers)      | 8              |